# Životice (Dél-plzeňi járás)
Životice település Csehországban, a Dél-plzeňi járásban. Životice Kasejovice és Oselce településekkel határos. Lakosainak száma 59 fő (2024. január 1.).

## Népesség
A település lakosságának változását az alábbi diagram mutatja:
| Lakosok száma | 251  | 214  | 204  | 159  | 119  | 53   | 41   | 45   | 53   | 59   |
|               | 1869 | 1900 | 1921 | 1961 | 1980 | 2011 | 2016 | 2019 | 2021 | 2024 |